# Науменко Юрій Васильович
Науменко Юрій Васильович (16 липня 1945, Кривий Ріг — 19 травня 2009) — український радянський футболіст, тренер, арбітр, український футбольний функціонер. Брат Владлена Науменка.

## Спортивна кар'єра
Кандидат у майстри спорту СССР (1971). З 1997 року делегат Федерації футболу України. Від 2000 року — відповідальний секретар Тернопільської міської федерації футболу. Директор Тернопільського міського стадіону з 2004 року.
Грав за команди «Карпати» (Львів), «Авангард» і «Будівельник» (обидві Тернопіль), «Торпедо» (Бердянськ), «Азовець» (Маріуполь), «Колос» (Бучач).
У 1971 році під час фінальних змагань за кубок «Золотий колос» у складі команди радгоспу «Дружба» забив у 5 матчах 12 м'ячів.
У 1976—1986 роках був граючим тренером тернопільської команди «Ватра», з якою 1986 року здобув Кубок України серед команд колективів фізкультури на приз «Робітничої газети».

## Вшанування
Пам'яті Юрія Науменка присвячено щорічний відкритий міський турнір з міні-футболу в Тернополі, який проходить з 2011 року.